# مقياس الإصابات الناجمة عن الذخائر العنقودية
مقياس فارس للإصابات الناجمة عن الذخائر العنقودية هو أسلوب تصنيف تشريحي وعصبي نفسي لتحديد ووصف مقاييس الإصابات لضحايا الذخائر العنقودية. وقد نشره في عام 2013 الطبيبان اللبنانيان جواد فارس ويوسف فارس.

## عناصر المقياس
مقياس فارس للإصابات الناجمة عن الذخائر العنقودي
| المستوى الدراسي | نسبة الإعاقة الوظيفية | الآفة التشريحية |
| --------------- | --------------------- | --- |
| الصف الأول      | ≤25%                  | بتر ثلاثة أصابع: الوسطى والبنصر و/أو الخنصر فقدان جزئي لليد أو القدم جروح سطحية في الجسم والوجه فقدان الجلد و/أو العضلات في الأطراف                |
| الصف الثاني     | 50%                   | بتر إصبعين: أحدهما الإبهام فقدان العين أو الساق و/أو اليد عدوى الجروح آفة قابلة للشفاء في البطن و/أو الصدر التأثيرات النفسية                       |
| الصف الثالث     | 75%                   | عاطفة أكثر من اثنين من الأطراف الأربعة فقدان جزئي للرؤية و/أو ضعف في الجهاز السمعي تشويه وتلف جزئي في الجهاز الهضمي و/أو الرئتين آفة النخاع الشوكي |
| الصف الرابع     | >75%                  | بتر ثلاثة أطراف فقدان كامل للرؤية و/أو القدرة السمعية شلل رباعي العجز الفكري                                                                       |

## تفسير
يقيم المقياس شدة الإصابات الناتجة عن الذخائر العنقودية بناءً على الضعف الوظيفي. ونظرًا للطبيعة المتعددة الصدمات للإصابات والضرر الذي يلحق بأنظمة متعددة في الجسم، يصنف المقياس الفئات من خلال استكشاف القيود في النشاط الناتج عن الإصابة. باتباع نظام الدرجات (I-IV): تُظهر الدرجة الأولى ضعفًا وظيفيًا أقل من 25٪، وتُظهر الدرجة الثانية 50٪، وتُظهر الدرجة الثالثة 75٪، وتُظهر الدرجة الرابعة ضعفًا وظيفيًا يزيد عن 75٪. يتم التصنيف بعد تقييم دقيق ومشترك للأعراض والأداء.

## تاريخ
خلال حرب لبنان عام 2006، قُدِّر أن "إسرائيل أمطرت جنوب لبنان بما يصل إلى 4.6 مليون ذخيرة فرعية [من الذخائر العنقودية] في 962 غارة منفصلة على الأقل، والغالبية العظمى منها خلال الأيام الثلاثة الأخيرة من الحرب عندما علمت إسرائيل أن التسوية وشيكة"، وظل ما يقرب من مليون منها غير منفجر. استمرت هذه الذخائر غير المنفجرة في إصابة وقتل المدنيين بعد انتهاء الحرب. كانت الإصابات متعددة الصدمات وغالبًا ما أدت إلى الإعاقة وتأثيرات نفسية عصبية كبيرة. أدى البحث الذي أجراه جواد فارس ويوسف فارس إلى تطوير "مقياس فارس للإصابات الناجمة عن الذخائر العنقودية" لتقييم الإصابات بناءً على الضعف الوظيفي. ساعد المقياس في تصنيف جروح الضحايا وتحديد أفضل علاج ممكن.